# Disembolus lacteus
Disembolus lacteus is een spinnensoort uit de familie hangmatspinnen (Linyphiidae). De soort komt voor in de Verenigde Staten.